# Bernd Röhner
Bernd Röhner (* 6. Januar 1939) war Fußballspieler in Zwickau. Für die Betriebssportgemeinschaft (BSG) Motor Zwickau spielte er in der DDR-Oberliga, der höchsten ostdeutschen Fußballklasse. Mit der BSG Motor gewann er 1963 den DDR-Fußballpokal.
Röhner begann seine Laufbahn in der DDR-Oberliga im Alter von 22 Jahren mit einem Punktspieleinsatz für Motor Zwickau in der Saison 1961/62. Bereits ein Jahr später gehörte er als linker Außenverteidiger mit 21 Oberligapunktspielen zum Stamm der Motor-Elf. Diese Spielzeit krönte er mit dem Gewinn des DDR-Fußballpokals. Er stand am 1. Mai 1963 in der Zwickauer Mannschaft, die das Pokalendspiel mit 3:0 über Chemie Zeitz gewann. Nach den ersten drei Punktspielen der Saison 1963/64 brach seine Oberligalaufbahn abrupt ab, er kam anschließend nur noch dreimal in der Rückrunde zum Einsatz. In der Oberligasaison 1964/65 bestritt er lediglich zwei Punktspiele zu Beginn der Rückrunde. Im Sommer 1965 schied Röhner 26-jährig nach insgesamt 30 Oberligaspielen in vier Spielzeiten bei Motor Zwickau aus und schloss sich der BSG Aktivist Karl Marx Zwickau an, die in der zweitklassigen DDR-Liga spielte.